# Пояна-Мерулуй (Караш-Северін)
Пояна-Мерулуй (рум. Poiana Mărului) — село у повіті Караш-Северін в Румунії. Входить до складу комуни Зевой.
Село розташоване на відстані 299 км на захід від Бухареста, 52 км на схід від Решиці, 109 км на схід від Тімішоари.

## Населення
За даними перепису населення 2002 року у селі проживали 411 осіб.
Національний склад населення села:
| Національність | Кількість осіб | Відсоток |
| -------------- | -------------- | -------- |
| румуни         | 402            | 97,8%    |
| угорці         | 8              | 1,9%     |

Рідною мовою назвали:
| Мова      | Кількість осіб | Відсоток |
| --------- | -------------- | -------- |
| румунська | 403            | 98,1%    |
| угорська  | 7              | 1,7%     |